# Freimarkt

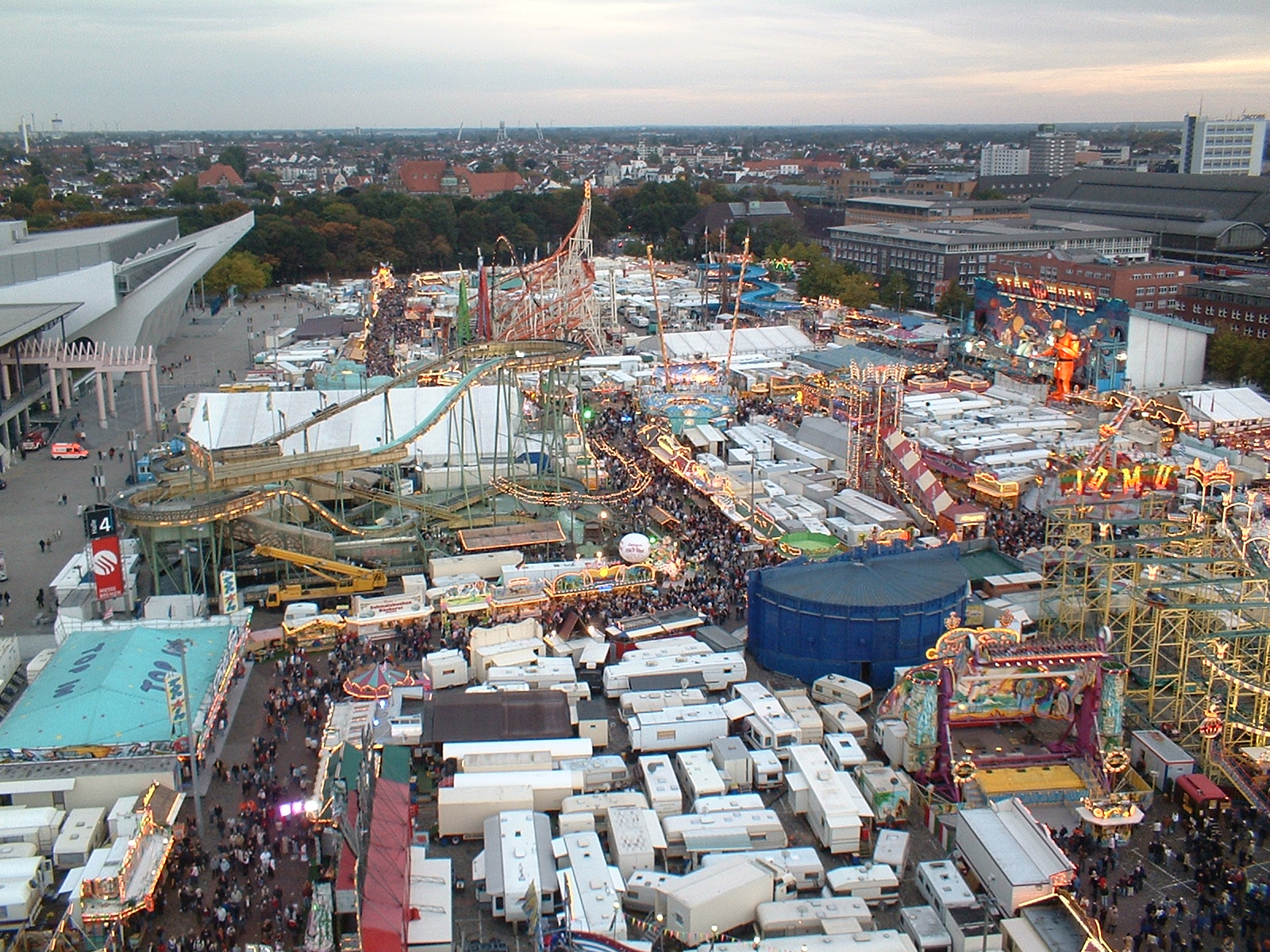
A Freimarkt légifelvételről

A Freimarkt vagy Bremer Freimarkt (magyarul kb. szabadpiac) egy brémai kiállítás és vásár, amit mindig ősszel rendeznek meg. Általában október közepétől november első hétvégéig tart, amit egy nagy karnevál zár le (Ischa Freimaak). Ez Németország legrégebbi népi fesztiválja, ahol 14 nap alatt általában 4 millió látogató fordul meg, akik 345 standot kereshetnek fel. Ezzel Észak-Németország leglátogatottabb ilyen jellegű eseménye.

## Története
Az első Freimarktot 1035-ben rendezték meg, II. Konrád német-római császár ekkor engedélyezte egy szabadvásár tartását, ezzel a legnagyobb hagyományokra tekinthet vissza. A világszerte népszerűbb müncheni Oktoberfestet csak 1810 óta rendezik meg. Brémában az első időkben évente kétszer tartották meg, pünkösd előtt, illetve november 8-a előtt. Ezen a nevén először 1339-ben említik, hogy Freimarkt. A középkorban még inkább egyfajta kézműves kirakodóvásár volt, a Bréma környéki parasztoknak az őszi időpont ideális volt ahhoz, hogy a városba jöjjenek és ott termékeiket értékesítsék. Egészen 1710-ig évente háromszor rendezték meg, csak utána kezdtek el jobban az őszi időpontra fókuszálni. Emiatt az eredetileg tíznapos ünnepet megtoldották még kettővel, így 12 napos lett. A vásártartási jogot minden egyes évben meg kellett újítani, ezt csak 1793-ban törölte el I. Ferenc császár. Az évek során egyre inkább átalakult, eredeti funkciójából lassan kialakult egy szórakoztató-kiállító jellegű össznépi vígadalom. Már az 1400-as években feltűntek egzotikus állatok (oroszlánok, medvék, dromedárok), sőt, afrikai hottentották is.

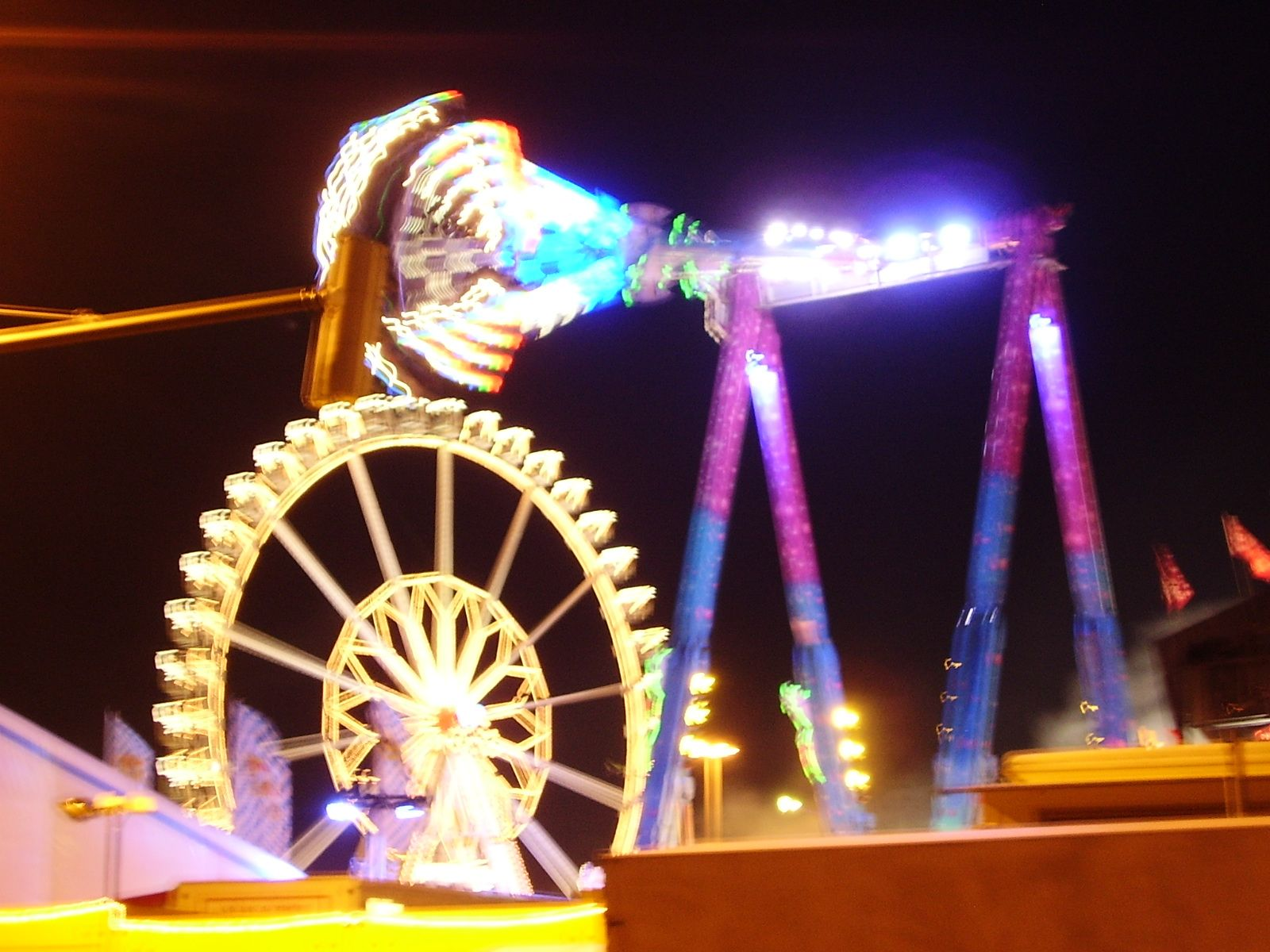
A játékoké a főszerep

Az egykori árupiac szép lassan átalakult nép ünnepéllyé, igazi fesztivállá a 19. századtól kezdve. Először 1809-ben állított fel egy kereskedő körhintát, majd a század közepétől megjelent a vattacukor, a mézes sütemény (Honigkuchen) és egyéb finomságok is. Miután megnyílt a vasútvonal, újabb lökést adott a Freimarkt fejlődéséhez. Egyrészt a kiállítók messzebbről tudták könnyebben ideszállítani a termékeiket, másrészt a látogatóknak is könnyebbé vált az utazás. A század utolsó harmadában egyre újabb attrakciókat állítottak föl a kiállítók, hegyi vasutat, hajóhintát, stb. Ekkoriban már olyan nagy jelentősége lett a fesztiválnak, hogy még a tanítás rendjébe is beleszólt, mivel délutánonként a brémai diákok inkább a vásárt látogatták, semmint a házi feladatukat írták.
A 20. század elején kezdődik el igazán a Freimarkton a kulináris élvezetek bevezetése, 1906-ban lehet először nyílt tűzön sütött sülthúst kapni. Mindkét világháború idején szünetelt, elmaradt a fesztivál. Habár a második világháború 1939-ben már elkezdődött, de ebben az évben utoljára még megtartották.

## 1945 után

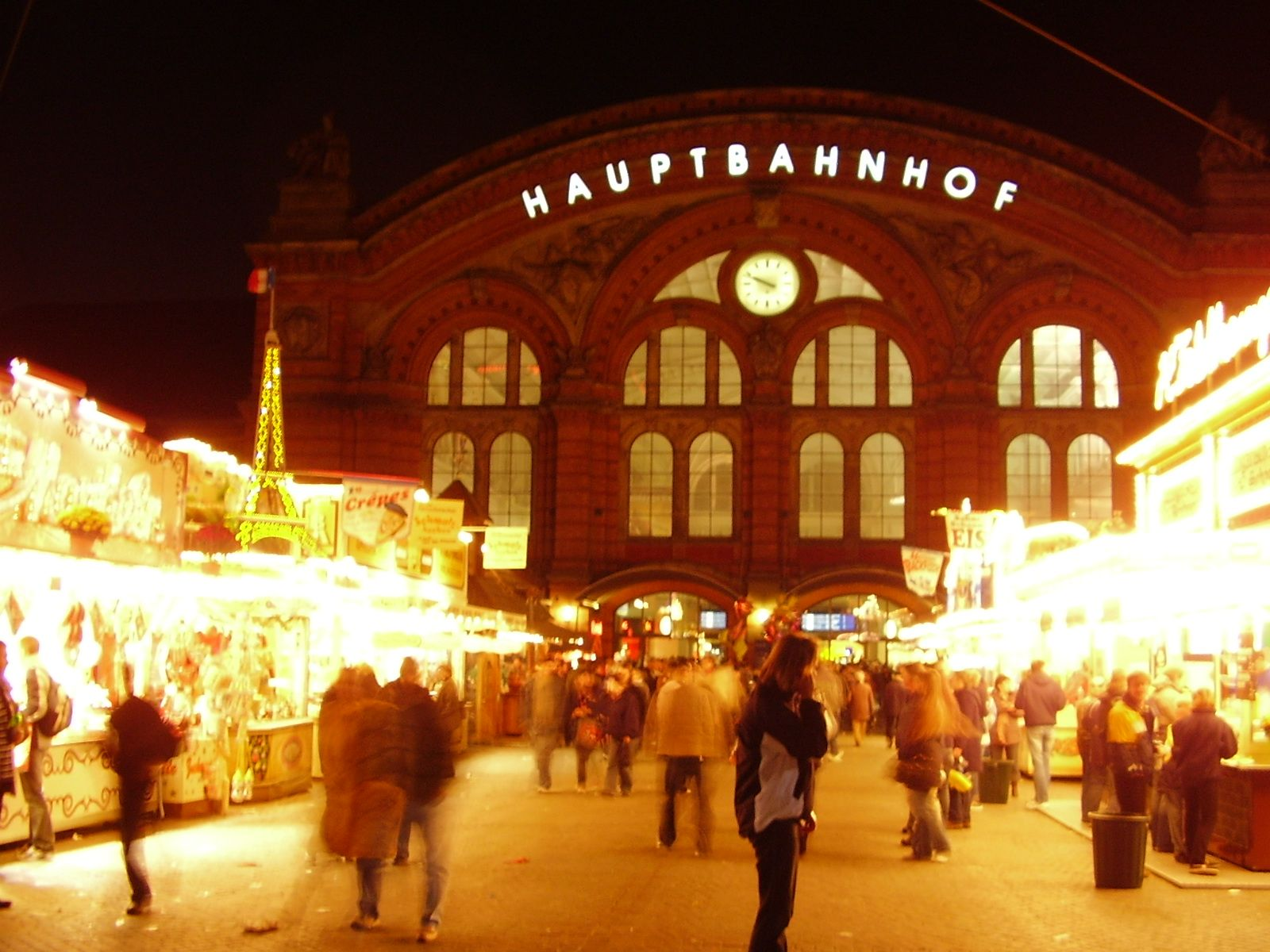
A Hbf előtti kis-Freimarkt

A háború után a fejlődés jellemezte a fesztivált, egyre növekvő kiállító- és látogatószámmal. Emiatt kicsinek bizonyult a főpályaudvar előtti tér, 1937-től már a Bürgerweide és a Hbf közti nagy területen rendezik meg. Napjainkban egyre inkább eltolódik a szórakoztatás és élvezetek irányába, gyakorlatilag kézműves már jóval kevesebb van, mint mint bármi más. Az árusoknak kötelező a portájuk előtti területet tisztán tartani, ezt szigorúan ellenőrzik is. Zárás után is könnyű eljutni a városban bárhová, a BSAG, a brémai tömegközlekedési vállalat egész éjjel félóránként közlekedteti járatait, amik mind a Hbf elől indulnak. Ezekben a napokban több a parti a városban, és a sofőrök, rendőrök is toleránsabbak. Egész Észak-Németországból, de főleg Alsó-Szászország tartományból igen sok vendég érkezik ezekben a napokban.

## Étel, ital

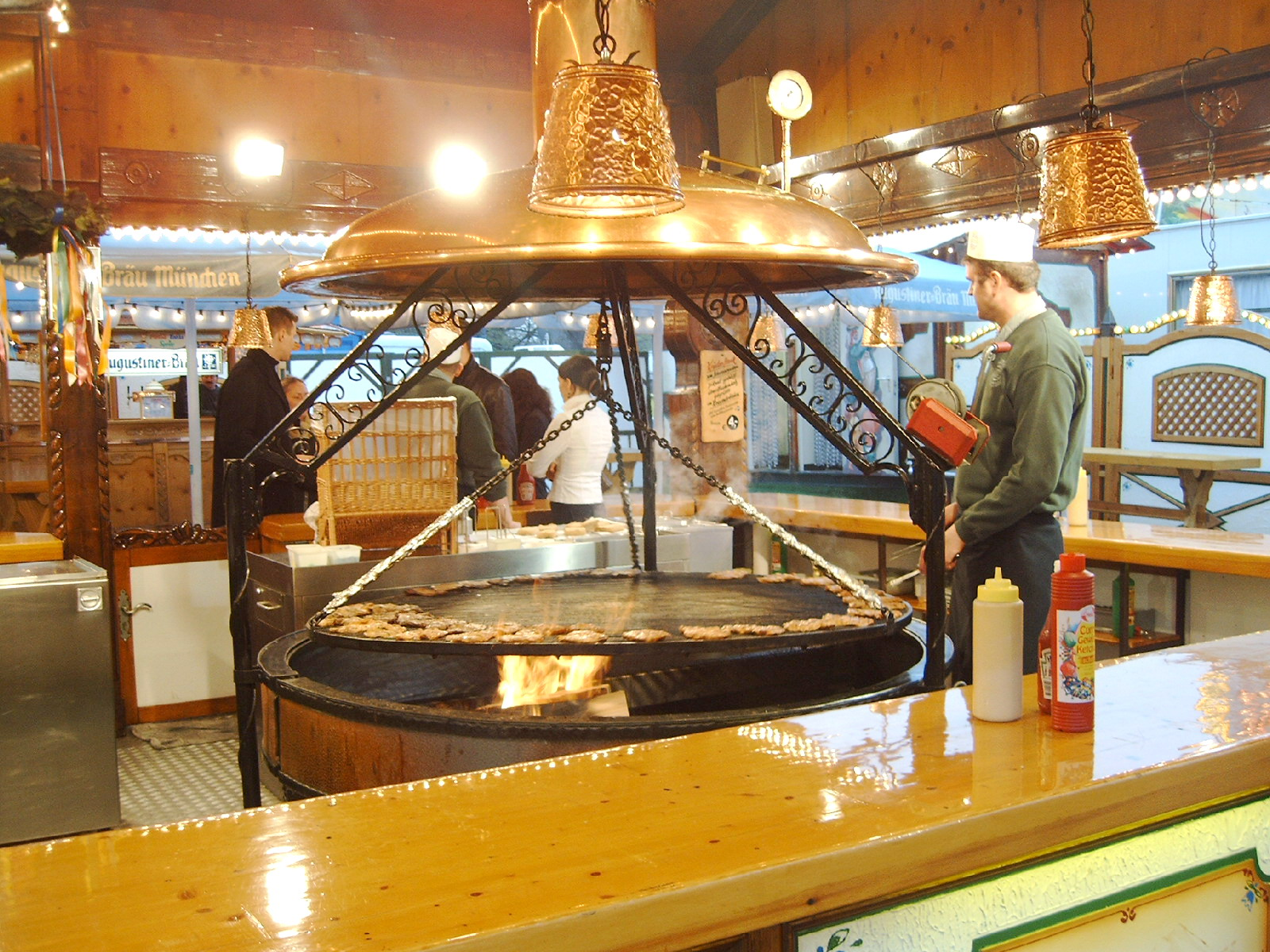
A jellegzetes nyílt tűzön sült hús

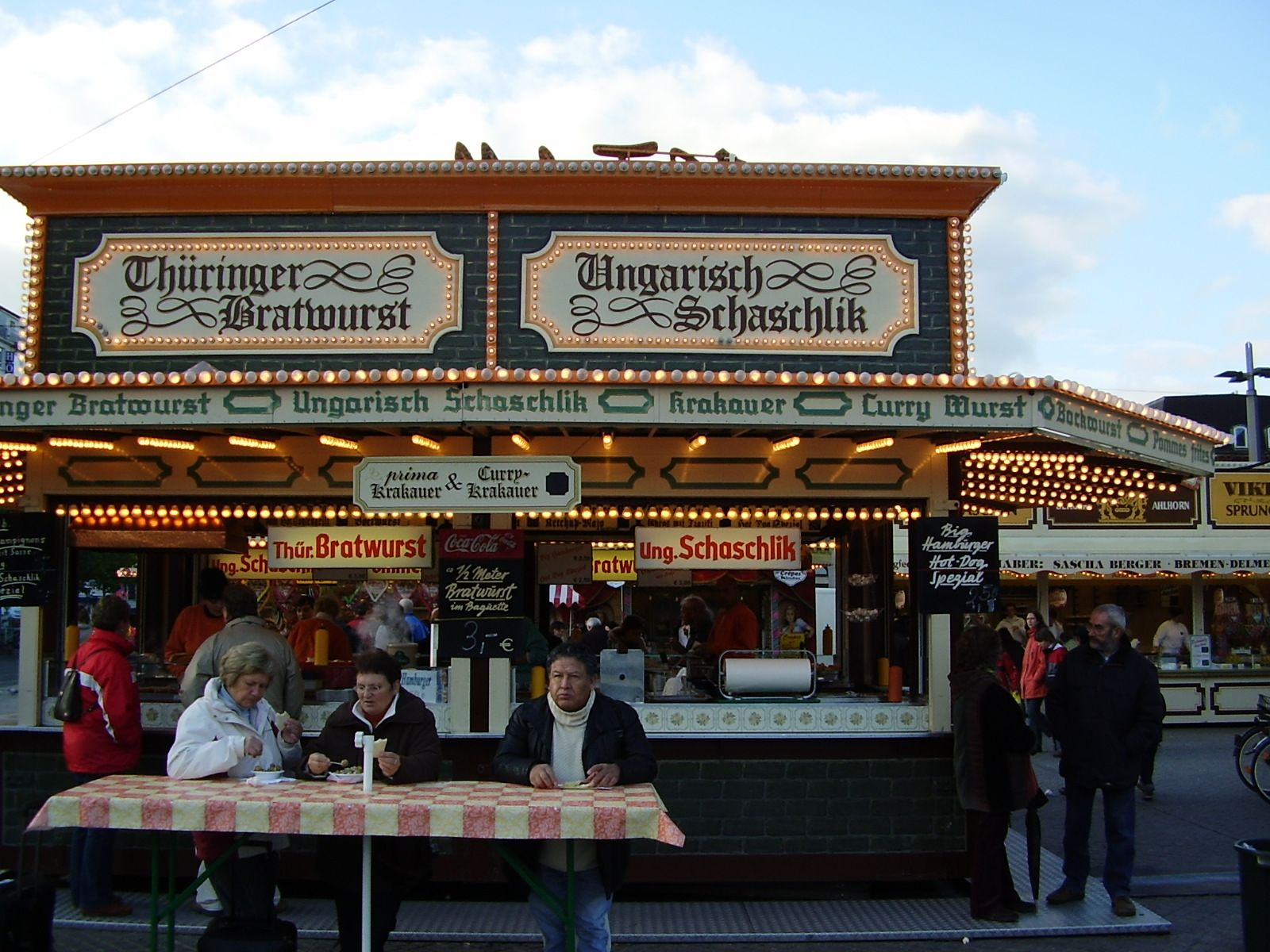
Magyar saslik

Rendkívül népszerű itt is a Currywurst fogyasztása, de sok helyen árulnak roston sütött húst, bajor kolbászt, dönert, vattacukrot, fagylaltot, sültkrumplit. Sok idegen konyha étele is megjelenik, többek között a török, magyar és olasz konyha remekei is. Bár az idő ekkor már általában hűvös, népszerűek a fagylaltok, öntettel leöntött gyümölcsök is. E szempontból különleges a német fesztiválok között, mivel sehol máshol nem ilyen számottevő az étkezés kultúrája. Italfogyasztásban természetesen a sör vezet, főleg a helyben gyártott Beck's. De kapható forró csoki, forralt bor, és röviditalok is. Az árak természetesen drágábbak a fesztiválon, mint a városban, főleg a meleg ételek.

## Játékok

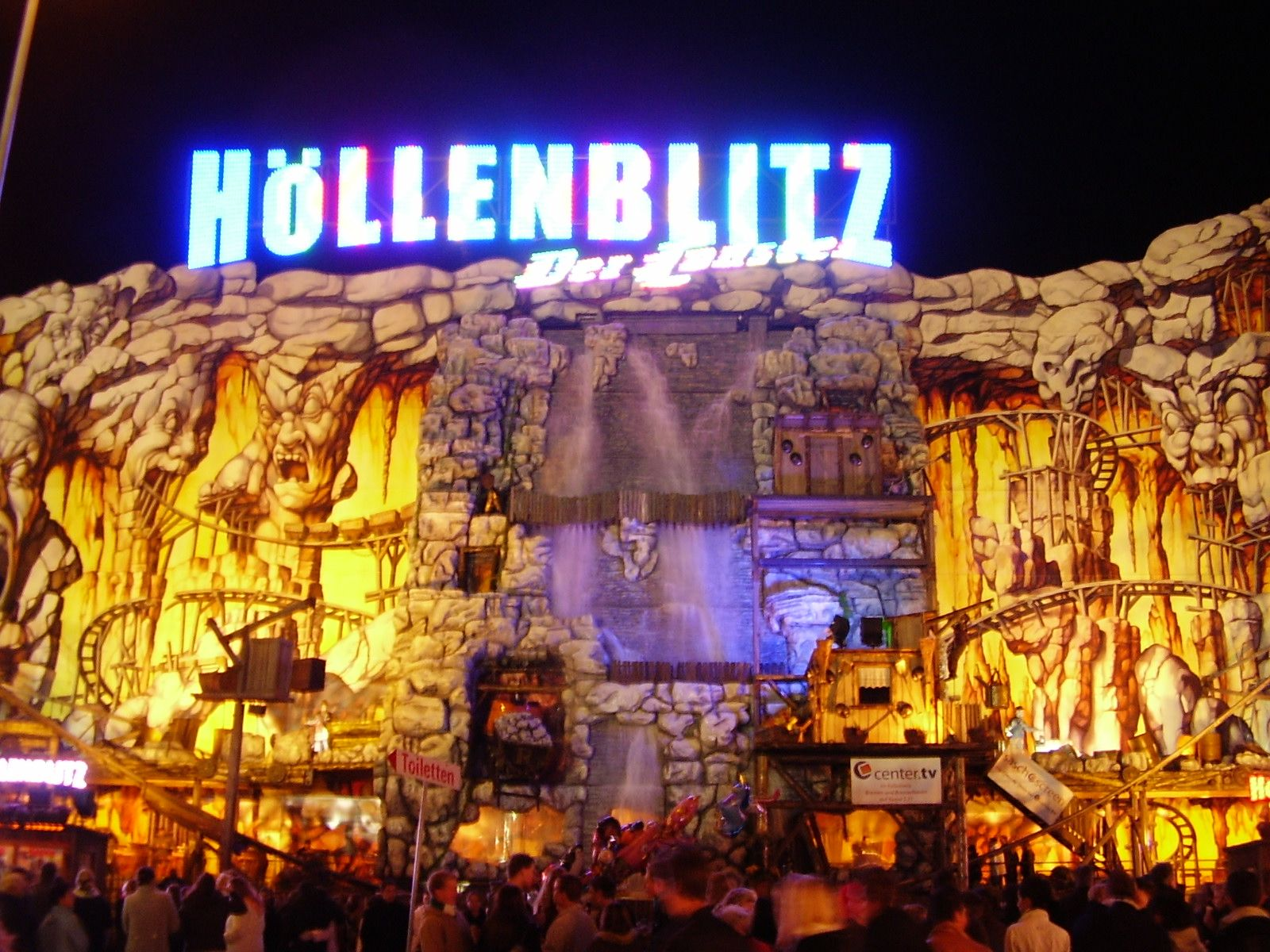
Hegyivasút

Rengeteg játék található a fesztiválon, inkább hasonlít egy nagy vidámparkra, mint népi vásárra. Óriás katapult, körhinta, hegyivasút, vadvízi csónak, hajóhinta, dodzsem, gokart, hullámvasút. A belépőjegyek jellemzően 3-6 €. A gyerekjegyek olcsóbbak és szinte mindenhol adnak kedvezményeket. Pár helyen magassági, illetve életkori korlát is be van vezetve a kockázat miatt. Szinte mindegyik játékon van biztonsági öv, vagy keret. Sok helyen hangos zene szól, fokozva a hangulatot. Vasárnaptól csütörtökig 12-23 óra között, pénteken és szombaton 12-24 között látogatható a rendezvény területe, és az árusok, vendéglátósok is ebben az időben tartanak nyitva.

## Fordítás
- Ez a szócikk részben vagy egészben  a   Bremer Freimarkt című német Wikipédia-szócikk ezen változatának fordításán alapul.  Az eredeti cikk szerkesztőit annak laptörténete sorolja fel. Ez a jelzés csupán a megfogalmazás eredetét és a szerzői jogokat jelzi, nem szolgál a cikkben szereplő információk forrásmegjelöléseként.

## Külső hivatkozások
- Hivatalos weboldal (németül)
- A BSAG honlapja (németül)